# Корольки (Україна)
Коро́льки — село в Україні, у Конотопському районі Сумської області. Населення становить 13 осіб. До 2018 орган місцевого самоврядування — Зарічненська сільська рада.

## Географія
Село Корольки знаходиться на лівому березі річки Сейм (її стариці Любка), вище за течією на відстані 1 км розташоване село Скуносове, нижче за течією на відстані 1 км розташоване село Зарічне, на протилежному березі — місто Путивль і село Пруди. Річка в цьому місці звивиста, утворює лимани, стариці і заболочені озера. Поруч проходить автомобільна дорога Т 1914.
Селом протікає річка Любка , стариця Сейму.

## Історія
12 червня 2020 року, відповідно до розпорядження Кабінету Міністрів України № 723-р «Про визначення адміністративних центрів та затвердження територій територіальних громад Сумської області», село увійшло до складу Путивльської міської громади.
19 липня 2020 року, в результаті адміністративно-територіальної реформи та ліквідації Путивльського району, увійшло до складу новоутвореного Конотопського району.

## Населення
Згідно з переписом УРСР 1989 року чисельність наявного населення села становила 29 осіб, з яких 13 чоловіків та 16 жінок.
За переписом населення України 2001 року в селі мешкало 13 осіб.

### Мова
Розподіл населення за рідною мовою за даними перепису 2001 року:
| Мова       | Чисельність | Відсоток |
| ---------- | ----------- | -------- |
| українська | 8           | 61,54%   |
| російська  | 5           | 38,46%   |
| Усього     | 13          | 100%     |